# Байнвіль-ам-Зее
Байнвіль-ам-Зее (нім. Beinwil am See) — громада  в Швейцарії в кантоні Ааргау, округ Кульм.

## Географія
Громада розташована на відстані близько 70 км на північний схід від Берна, 19 км на південний схід від Аарау.
Байнвіль-ам-Зее має площу 3,8 км², з яких на 31,9% дозволяється будівництво (житлове та будівництво доріг), 48,2% використовуються в сільськогосподарських цілях, 19,1% зайнято лісами, 0,8% не є продуктивними (річки, льодовики або гори).

## Демографія
2019 року в громаді мешкало 3361 особа (+18,3% порівняно з 2010 роком), іноземців було 14,9%. Густота населення становила 878 осіб/км².
За віковим діапазоном населення розподілялося таким чином: 19,1% — особи молодші 20 років, 61,1% — особи у віці 20—64 років, 19,8% — особи у віці 65 років та старші. Було 1489 помешкань (у середньому 2,2 особи в помешканні).
Із загальної кількості 960 працюючих 26 було зайнятих в первинному секторі, 190 — в обробній промисловості, 744 — в галузі послуг.